# Presa diretta (programma televisivo)
Presa diretta è un programma televisivo di approfondimento giornalistico, in onda su Rai 3 in prima serata dal 1º febbraio 2009.
Il programma è stato trasmesso di domenica fino al marzo 2013, per poi essere spostato al lunedì dal settembre successivo. Nell'undicesima edizione è tornato in onda la domenica, per poi essere nuovamente spostato al lunedì con l'inizio della quindicesima edizione, per poi essere spostato al sabato dalla sesta puntata della diciottesima edizione. Successivamente si stabilisce nella giornata del lunedì.
Dalla settima puntata della ventiduesima edizione venne spostato al venerdì. Tuttavia dalla trentunesima edizione torna ad andare in onda di domenica.

## Il programma
Analogamente a quanto avviene per la trasmissione Report, il programma è composto da varie inchieste giornalistiche, girate e interpretate in posti e situazioni anche estremamente differenti, ma sempre contestuali all'argomento trattato. La sua caratteristica principe è la visione di un particolare fenomeno (ad esempio l'immigrazione, o il lavoro) da svariati punti di vista così da avere una panoramica più ampia rispetto alla panoramica normalmente proposta dal servizio radiotelevisivo e dai servizi di informazione ad essi correlati.

## Crediti
Il programma è realizzato dalla Direzione di Produzione TV della Rai CPTV di Roma. È ideato da Riccardo Iacona e Maria Cristina De Ritis, con la regia di Andrea Bevilacqua. I contributi in lingua non italiana vengono proposti al pubblico già tradotti, con un cast di voci italiane di alcuni tra i più importanti attori doppiatori italiani, che però sinora non sono mai stati ufficialmente accreditati. A partire dall'edizione 2020-2021, la regia è di Max Di Nicola.

## Puntate e ascolti

### Edizioni e ascolti medi
| Anno | Edizione | Inizio       | Fine         | Puntate | Giorno di messa in onda    | Telespettatori | Share  |
| ---- | -------- | ------------ | ------------ | ------- | -------------------------- | -------------- | ------ |
| 2009 | 1        | 1º febbraio  | 8 marzo      | 6       | domenica                   | 2.519.000      | 9,69%  |
| 2009 | 2        | 6 settembre  | 4 ottobre    | 5       | domenica                   | 2.305.000      | 9,90%  |
| 2010 | 3        | 31 gennaio   | 7 marzo      | 6       | domenica                   | 2.621.000      | 10,19% |
| 2010 | 4        | 5 settembre  | 10 ottobre   | 6       | domenica                   | 2.182.000      | 9,19%  |
| 2011 | 5        | 30 gennaio   | 20 marzo     | 8       | domenica                   | 2.391.000      | 9,21%  |
| 2011 | 6        | 18 settembre | 7 novembre   | 6       | domenica, lunedì           | 2.662.000      | 11,02% |
| 2012 | 7        | 8 gennaio    | 18 marzo     | 11      | domenica                   | 2.456.000      | 9,66%  |
| 2013 | 8        | 6 gennaio    | 31 marzo     | 11      | domenica                   | 2.103.000      | 8,30%  |
| 2013 | 9        | 2 settembre  | 23 settembre | 4       | lunedì                     | 1.576.000      | 6,38%  |
| 2014 | 10       | 6 gennaio    | 31 marzo     | 12      | lunedì                     | 1.436.000      | 5,22%  |
| 2014 | 11       | 7 settembre  | 28 settembre | 4       | domenica                   | 1.312.000      | 5,94%  |
| 2015 | 12       | 11 gennaio   | 29 marzo     | 12      | domenica                   | 1.564.000      | 6,02%  |
| 2015 | 13       | 13 settembre | 4 ottobre    | 4       | domenica                   | 1.091.000      | 4,78%  |
| 2016 | 14       | 10 gennaio   | 20 marzo     | 11      | domenica                   | 1.491.000      | 6,28%  |
| 2016 | 15       | 29 agosto    | 26 settembre | 5       | lunedì                     | 1.289.000      | 5,81%  |
| 2017 | 16       | 9 gennaio    | 13 marzo     | 10      | lunedì                     | 1.120.000      | 4,28%  |
| 2017 | 17       | 11 settembre | 16 ottobre   | 5       | lunedì                     | 1.239.800      | 4,98%  |
| 2018 | 18       | 8 gennaio    | 17 marzo     | 10      | lunedì, sabato             | 1.258.200      | 5,19%  |
| 2018 | 19       | 3 settembre  | 15 ottobre   | 7       | lunedì                     | 1.130.000      | 5,19%  |
| 2019 | 20       | 7 gennaio    | 9 marzo      | 9       | lunedì, sabato             | 1.104.000      | 5,06%  |
| 2019 | 21       | 2 settembre  | 14 ottobre   | 7       | lunedì                     | 966.000        | 4,88%  |
| 2020 | 22       | 13 gennaio   | 25 marzo     | 8       | lunedì, venerdì, mercoledì |                |        |
| 2020 | 23       | 24 agosto    | 12 ottobre   | 8       | lunedì, domenica           |                |        |
| 2021 | 24       | 1º febbraio  | 29 marzo     | 8       | lunedì                     |                |        |
| 2021 | 25       | 30 agosto    | 23 ottobre   | 8       | lunedì, sabato             |                |        |
| 2022 | 26       | 7 febbraio   | 28 marzo     | 8       | lunedì                     | 1.357.000      | 6,06%  |
| 2022 | 27       | 29 agosto    | 24 ottobre   | 8       | lunedì, domenica           |                |        |
| 2023 | 28       | 6 febbraio   | 27 marzo     | 8       | lunedì                     | 1.095.000      | 5,55%  |
| 2023 | 29       | 4 settembre  | 30 ottobre   | 9       | lunedì                     | 1.079.000      | 5,64%  |
| 2024 | 30       | 19 febbraio  | 8 aprile     | 8+1     | lunedì                     | 1.009.000      | 5,01%  |
| 2024 | 31       | 1º settembre | 20 ottobre   | 8       | domenica                   |                |        |
| 2025 | 32       | 9 marzo      | 4 maggio     | 8       | domenica                   |                |        |

  Massimo
  Minimo